# Torvoneustes coryphaeus

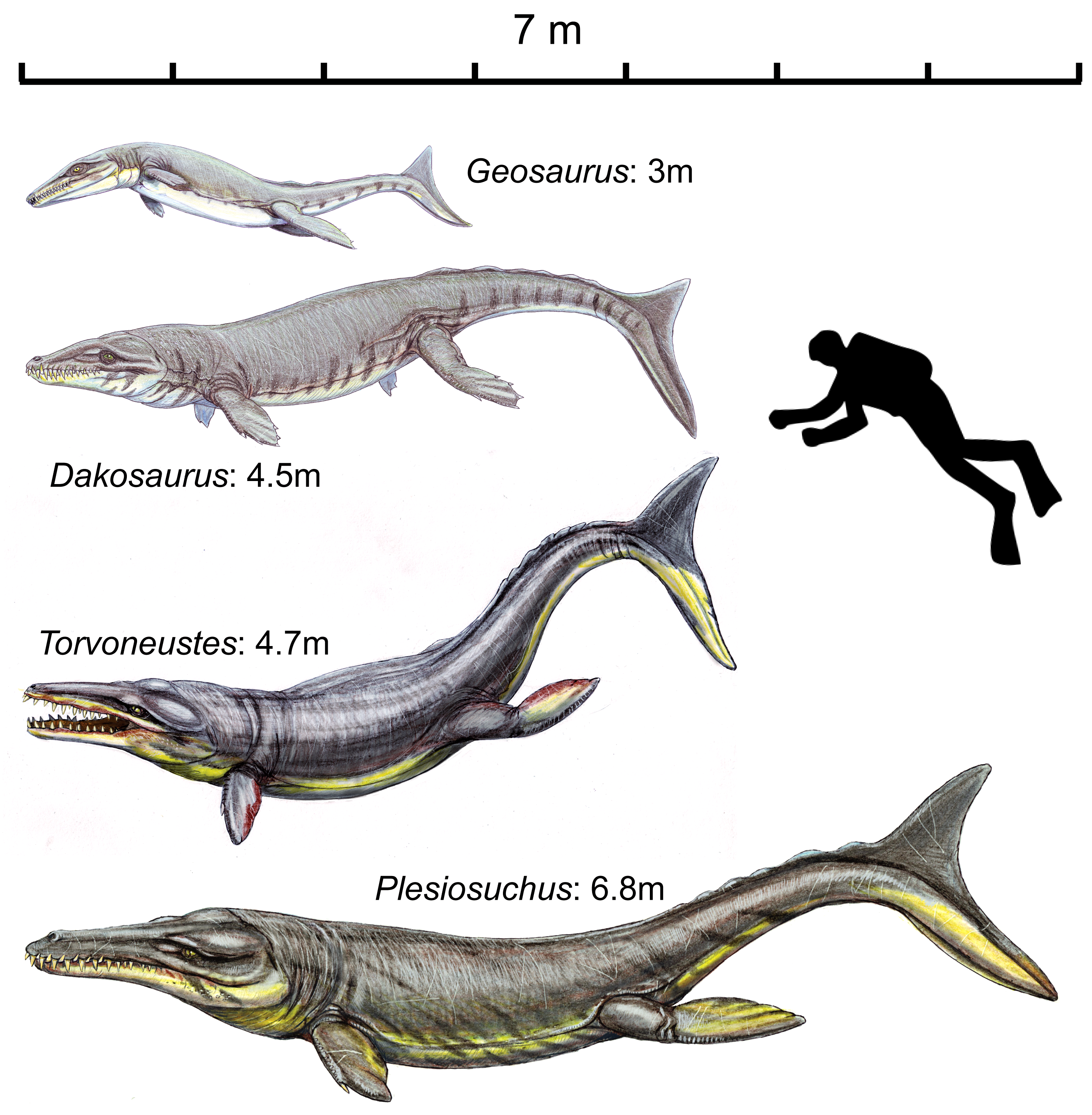
Comparitivo do tamanho de diversas espécies de répteis pré-históricos, dentre eles um do gênero Torvoneustes

Torvoneustes coryphaeus é uma espécie de crocodilo marinho, descoberta no ano de 2014, que teria vivido no período do Jurássico Superior, ou seja, há cerca de 155 milhões de anos.